# 한국의 동방 정교회
한국의 동방 정교회는 콘스탄티노폴리스 총대주교청 산하의 한국 정교회와, 러시아 정교회(모스크바 총대주교청)가 설립한 러시아 정교회 대한교구가 있다. 양측 모두 남북한 전체를 자기들의 관할 구역으로 주장하고 있다.
한국 정교회는 대한민국(남한) 지역에 교회를 운영하고 있다. 현재 북한 지역의 교회들은 조선민주주의인민공화국의 조선정교위원회에서 운영하는데, 조선정교위원회는 러시아 정교회와 깊은 관련이 있어 러시아 정교회에서는 러시아 정교회의 사목구로 보고 있으며 실제 교류도 러시아 정교회와 이뤄진다.
2018년 콘스탄티노폴리스-모스크바 분열 이전에는 해외 러시아 정교회에서 한국 정교회의 동의 없이 신부를 서품하여 남한에서 러시아 정교회의 명맥을 이어갔으며, 분열 이후 직접 서울에 교회를 설립해 2019년 한국 지역을 '대한교구'로 지정했고 해외 러시아 정교회에서 서품받았던 신부도 대한교구 예배에 참여하고 있다.

## 한국의 동방 정교회 역사
한국의 정교회는 러시아 정교회와 깊은 관련이 있었다. 일제 강점기에 러시아와 일본의 관계가 악화되었을 때도 러시아 정교회 아래의 일본 정교회의 관할에 있었다. 한반도 분단 이후 남한과 러시아와 교류가 단절되고 일본인 단체의 재산을 몰수하면서 정교회 재산이 정부에 몰수되는 위기를 겪기도 하였으나, 소송 끝에 되찾았다.
1994년 강태용 신부가 러시아 정교회 신부로 해외 러시아 정교회로부터 신부 서품을 받았다. 2007년 해외 러시아 정교회는 러시아 정교회와 통합하였다. 현재 그의 아들 바울로 강영광 신부가 러시아 정교회의 한국인 사제로 활동하고 있다. 당시에는 러시아 정교회와 콘스탄티노플 총대주교청 사이에 상통관계가 존재하던 시기이여서 한국 정교회에서는 이것이 교회법적으로 불법이라고 주장하였다. 강영광의 저서에 따르면 당시 강영광의 러시아 정교회에서의 신분은 해외러시아정교회 소속 한국선교부(Korean Orthodox Mission, Russian Orthodox Church Outside of Russia) 주관사제였다.
한편 러시아 정교회 측에서도 직접 남한 지역에 성당을 열기 위한 움직임이 있었다.
2018년 콘스탄티노폴리스-모스크바 분열 이후 러시아 정교회에서는 대한민국에 주교를 보내 서울에 성당을 열었고, 서울성당과 평양의 장충성당을 러시아 정교회 대한교구의 사목구로 지정하였다. 또한 남북한을 총괄하는 교구를 열었고, 대한교구라 명명하고 서울과 평양에 사목구를 두었다. 2019년에는 교구장으로 사할린 한인 출신의 테오파니스 김 주교를 임명했다. 해외 러시아 정교회 소속인 바오로 강영광도 러시아 정교회 한국교구의 예배 집전에 참여하고 있다.

## 북한의 동방 정교회
조선민주주의인민공화국에서는 러시아 정교회와 소통은 가능했지만 정교회 교회당은 없었다. 그러던 중 2002년에 조선정교위원회가 설립되었고, 2006년에 러시아 정교회 성당인 정백사원이 완공되었다. 정백사원은 남한에 있는 한국 정교회의 지원으로 설립되었으나 러시아 정교회의 축성식을 받았다. 하지만 여러 차례 한국 정교회와 교류해 왔다. 이에 러시아 정교회 측과 교회법을 근거로 한 한국 정교회 사이에 북한 지역 정교회에 대한 명목상 관할권 분쟁이 있었다. 한국 정교회측은 남북 전체를 관할하는 한국 정교회의 일부라는 입장, 러시아 측은 러시아 정교회의 사목구라는 입장이다.
2018년 콘스탄티노폴리스-모스크바 분열 이후 러시아 정교회에서 남북한 지역을 대한교구로 지정하면서 러시아 정교회 측은 북한의 정교회를 대한교구의 사목구로 편입하였다.

## 같이 보기
- 한국의 기독교